# Ashoknagar Kalyangarh
Ashoknagar Kalyangarh ist eine Stadt im indischen Bundesstaat Westbengalen. Die Stadt ist Teil der Agglomeration Kolkata.
Die Stadt gehört zum Distrikt Uttar 24 Pargana. Ashoknagar Kalyangarh hat den Status einer Municipality. Die Stadt ist in 23 Wards gegliedert.

## Geschichte
Unter britischer Herrschaft war Ashoknagar Kalyanagarh während des Zweiten Weltkriegs Standort der britischen Royal Air Force. Der Ort, aus dem Ashoknagar Kalyanagarh wurde, war ein RAF-Flugplatz, der unter dem Namen Baigachi Airfield bekannt war. Es stehen noch vier RAF-Hangars als Überreste einer vergangenen Ära. Nach dem Zweiten Weltkrieg wurden der Flugplatz und die Hangars stillgelegt. Nach der Unabhängigkeit Indiens wurde an der Stelle des Flugplatzes eine Planstadt errichtet.

## Demografie
Die Einwohnerzahl der Stadt liegt laut der Volkszählung von 2011 bei 121.592. Ashoknagar Kalyangarh hat ein Geschlechterverhältnis von 986 Frauen pro 1000 Männer und damit einen für Indien üblichen Männerüberschuss. Die Alphabetisierungsrate lag bei 92,0 % im Jahr 2011. Knapp 97 % der Bevölkerung sind Hindus, ca. 2 % sind Muslime und ca. 1 % gehören einer anderen oder keiner Religion an. 7,5 % der Bevölkerung sind Kinder unter 6 Jahren. Bengali ist die Hauptsprache in und um die Stadt.